# حاجز زعترة
حاجز زعترة (بالعبريّة: צומת תפוח) هو حاجز إسرائيلي عسكري، أقيم على أراضي قرية ياسوف قرب قرية زعترة وسط الضفّة الغربيّة، فلسطين. يمر عبره معظم حركة النقل بين شمال الضفة الغربية ووسطها، وعبره تمر حركة السير بين مدينتي رام الله و نابلس.
يوجد في الجهة الغربية من الحاجز، معسكر للجيش الإسرائيلي في مستوطنة كفار تفوح، حيث يعد نقطة تمركز وانطلاق للجيش؛ لتعزيز حاجز زعترة وحماية المستوطنات في المنطقة.
في 14 يوليو 2020، أعلنت إسرائيل نيتها الاستيلاء على نحو 1,401 دونمًا من أراضي قرية ياسوف قرب الحاجز لصالح محطة ضخ مياه إلى مستوطنة كفار تفوح.

## التسمية
أخذ الحاجز اسم القرية الفلسطينية زعترة القريبة منه، وحسب التسمية الإسرائيلية أخذ اسم مستوطنة كفار تفوح التي أقيمت عام 1978 بجانبه على أراضي قرية ياسوف شرق محافظة سلفيت. تطل هذه المستوطنة على مفترق زعترة الذي يشكل حلقة وصل بين معظم محافظات الضفة الغربية.